# 殷福星
殷福星（1965年12月—），材料学家，河北工业大学教授、副校长，中国民主促进会会员，曾任中国全国政协委员，中国教育部第五批"长江学者"特聘教授。曾获得多项专利，主持863等多个中国国家重点项目，在世界上首创了Ti基高阻尼合金。

## 生平
1980至1994年，先后在河北工业大学机械工程二系金属材料专业攻读工学学士、硕士学位，任同校材料科学与工程学院教师，期间曾在大阪大学任研究员。1994至1996年，在甲南大学理学部应用化学学科攻读理学博士学位。
1996至2013年，先后在日本科技振兴事业团、日本国立物质材料研究机构、中国第一重型机械集团公司工作。
2013年至今，任河北工业大学副校长等职。